# 243 pr. n. št.

## Rojstva
- Selevk III. Keraun, vladar Selevkidskega cesarstva  († 223 pr. n. št.)